# 타이위안제역
타이위안제역(중국어: 太原街站)은 랴오닝성 선양시 허핑구에 위치한 선양 지하철 1호선과 계획중인 선양 지하철 4호선의 역으로 2010년 9월 27일 1호선의 개통과 함께 개장했다.
역의 건설 당시 “난징제역(南京街站)”이란 이름이었으나, 이후 계획된 4호선이 난징가(南京街)를 따라 여러 역을 계획하면서 승객간의 혼동을 피하기 위해 현재의 역명으로 개명하였다. 현재 역명인 “太原街站”은 역 인근의 “타이위안가(太原街) 보행자 거리”에서 따왔다.

## 역 구조
본역사는 난징가(南京街)와 중화로(中华路) 교차로의 지하에 위치하며, 중화로를 따라 배치되어 있다. 1호선 역사는 동서로, 향후 개통될 4호선 역사는 남북으로 뻗어있다. 역 형식은 지하 2층 섬식 승강장이며 지하 1층은 대합실, 지하 2층은 승강장층이다.
본 역 A출구에 있는 여객 서비스 센터는 성징퉁(盛京通) 서비스 네트워크로 개조되어 2021년 10월 8일부터 개장했다.

### 층별 구조
| 1층  | 출구                            | A-C출구                                                                               |
| B1층 | 대합실                          | C1출구, C3출구, 고객 서비스 센터, 자동매표기, ATM기, 보안검색, 성징퉁 서비스 네트워크 |
| B2층 | ← 동                            | ■ 1호선 리밍 광장 방면 (난스창)                                                       |
| B2층 | 섬식 승강장, 왼쪽 출입문이 열림 |                                                                                       |
| B2층 | → 서                            | ■ 1호선 스싼하오제 방면(선양역)                                                       |

### 출구
역에는 5개의 출구가 설치되어 있으며 A·B출구는 중화로 북쪽에, C출구는 중화로 남쪽에, C1출구는 유라시아 선양 연합회사(欧亚沈阳联营公司)으로, C3출구는 패션상가 지하통로(时尚地下步行街)로 통하는 통로가 있으며, B출구에는 무장애 엘리베이터가 설치되어 있다.
C출구 옆에는 유라시아 선양 연합회사와 연결된 통로가 있으며 지하철 형식을 본뜬 “유라시아 연합(欧亚联营)”이란 안내판이 있는데 현재 이 통로는 C1출구로 번호가 매겨져 있다. 이 출구 통로에는 패션상가 지하통로 B구역과 연결되는 통로가 함께 예비되어 있으며, 이 통로는 C3출구로 매겨져 2019년 8월 21일 개통되었다.
| 출구         | 지시                                         | 출구 인근                                                                                            |
| ------------ | -------------------------------------------- | --- |
| 出口 · A     | 중화로(中华路) 북측                          | 중화로, 난창가, 둥베이 중산 중학교, 제20 중학교 남캠퍼스                                             |
| 出口 · B     | 중화로(中华路) 북측 난징 북가(南京北街) 동측 | 난징 북가, 중국 의과대학·중국의대 1병원                                                              |
| 出口 · C     | 중화로(中华路) 남측                          | 중화로, 난징 남가, 난징가 제1초등학교, 신세계 비즈니스센터(新世界商业中心), 중산 공원, 스포츠 플라자 |
| 出口 · C · 1 | 중화로(中华路) 남측 난징 남가(南京南街)      | 유라시아 선양 연합회사, 유라시아 공동 상업빌딩, 중화극장, 둥베이 유차이 학교(东北育才学校)           |
| 出口 · C · 3 | 패션상가(时尚) 지하                          | 패션상가 지하통로, 타이위안가 보행자 거리, 선양역 (영업시간 09:00-21:00)                             |

## 이용 현황
본 역은 타이위안가(太原街) 상권의 동쪽에 위치하고 있어, '타이위안제역(太原街站)'이라는 명칭은 있으나 타이위안가가 도보에서 상대적으로 멀기 때문에(아래 논란 챕터 참조), 이 역을 통하여 타이위안가 보행자 거리로 이동하거나, 패션상가 지하통로를 이용하여 본 역을 오가는 이용객은 드물다. 그러나 본 역 부근에는 초·중·고급 오피스텔이 여러 곳 있고, 유라시아 공동 상가(欧亚联营商场)가 본 역과 접하고 있기 때문에, 본 역의 이용객은 여전히 안정적인 수치를 보이고 있다.

## 역사
- 2010년 9월 27일 : 1호선 개통과 함께 본역 개장.